# محمد بن عبد الرحمن الدمشقي العثماني
محمد بن عبد الرحمن العثماني القرشي الدمشقي هو فقيه شافعي من دمشق من علماء القرن الثامن الهجري كان قاضي قضاة المملكة الصفدية ولذلك عرف بـ«قاضي صَفَد».

## مؤلفاته
له كتب منها:

كتاب طبقات الفقهاء الكبرى ويشتمل على تراجم الشافعية من بعد الإمام الشافعي إلى عصر المصنف. تأليف: الإمام شيخ قضاة المملكة الصفدية محمد بن عبد الرحمن العثماني.

1. طبقات الفقهاء الكبرى: ويشتمل على تراجم الشافعية من بعد الإمام الشافعي إلى عصره.
2. رحمة الأمة في اختلاف الأئمة: في فروع الشافعية، في الفقه المقارن، منه مخطوطة بدار الكتب المصرية رقم (23198 ب) فرغ من تأليفها في أواخر سنة 780 هـ.
3. كفاية المفتين والحكام في الفتاوى والأحكام: مخطوط في شستربتي رقم (4666).